# (4194) Sweitzer
(4194) Sweitzer est un astéroïde de la ceinture principale.

## Description
(4194) Sweitzer est un astéroïde de la ceinture principale. Il fut découvert le 15 septembre 1982 à la station Anderson Mesa par Edward L. G. Bowell. Il présente une orbite caractérisée par un demi-grand axe de 2,70 UA, une excentricité de 0,05 et une inclinaison de 7,5° par rapport à l'écliptique.

## Compléments